# Erdene Dsuu
Koordinaten: 47° 12′ 6,3″ N, 102° 50′ 35,6″ O

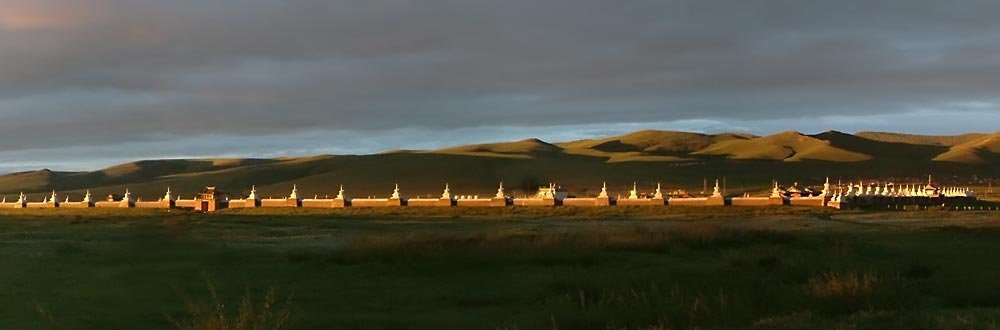
Klosteranlage Erdene Dsuu

Das Kloster Erdene Dsuu (mongolisch Эрдэнэ-Зуу, auch: Erdene Dsu, deutsch: „Kostbarer Herr“) befindet sich in der zentralen Mongolei, im Öwörchangai-Aimag, vor den Toren der Stadt Charchorin, nahe dem ehemaligen Karakorum, der Hauptstadt des mittelalterlichen Mongolenreiches.

## Name
Erdene Dsuu war das erste buddhistische Kloster des Buddhismus in der Mongolei. Es wurde 1586 von Abtai Sain Khan, einem Fürsten der Chalcha-Mongolen, gegründet. Benannt ist es nach einem Bild einer Gottheit, das im Kloster aufgestellt war. In der etwa 400 mal 400 Meter großen Klosteranlage lebten über 1000 Mönche.

## Geschichte
Die Bauzeit dauerte über 300 Jahre. Zwei Mal, im 17. und 18. Jahrhundert, wurde das Kloster bei Kämpfen stark beschädigt und in den Jahren 1760 bis 1796 und 1806 bis 1814 wieder auf- und ausgebaut. Innerhalb seiner quadratischen Außenmauer sollen sich auf dem großen Areal im Jahre 1870 etwa 62 Tempel im chinesisch-mongolischen Mischstil befunden haben. Zum Teil besteht Erdene Dsuu aus den Steinen der alten Hauptstadt Karakorum.
1937 wurde das Kloster während des stalinistischen Terrors in der Mongolei fast vollständig vernichtet. Von der einstigen Anlage sind heute nur die imposante, von 100 Stupas gekrönte Mauer aus dem 17. Jahrhundert und vier Tempel erhalten.
Nach 1990 wurde Erdene Dsuu wieder als Kloster in Betrieb genommen und einige Gebäude mit erheblichem Aufwand restauriert. Die vollständige Wiederherstellung der Anlage erscheint in absehbarer Zeit nicht finanzierbar.

## Bedeutung für die Archäologie
Mongolische Archäologen und ein deutsches Team u. a. vom Deutschen Archäologischen Institut untersuchen aktuell den Innenbereich der Klosteranlage nach Hinweisen auf den ehemaligen Khanpalast. Es wird vermutet, dass dieser durch die sowjetisch-mongolische Expedition von Sergej Kiselev in den Jahren 1948/1949 doch nicht, wie bisher angenommen, lokalisiert wurde. Die damaligen Funde wurden nun durch Nachgrabungen in diesem Areal ergänzt und verweisen eher auf die Interpretation, dass man es mit Resten des Tempels des Aufstiegs der Yuan zu tun hat, der ebenfalls außerhalb des Stadtzentrums lag. Die Reste des Khanpalastes werden dagegen an anderer Stelle unter dem Gelände von Erdene Dsuu vermutet, was durch weitere Ausgrabungen bestätigt werden soll.

## Galerie

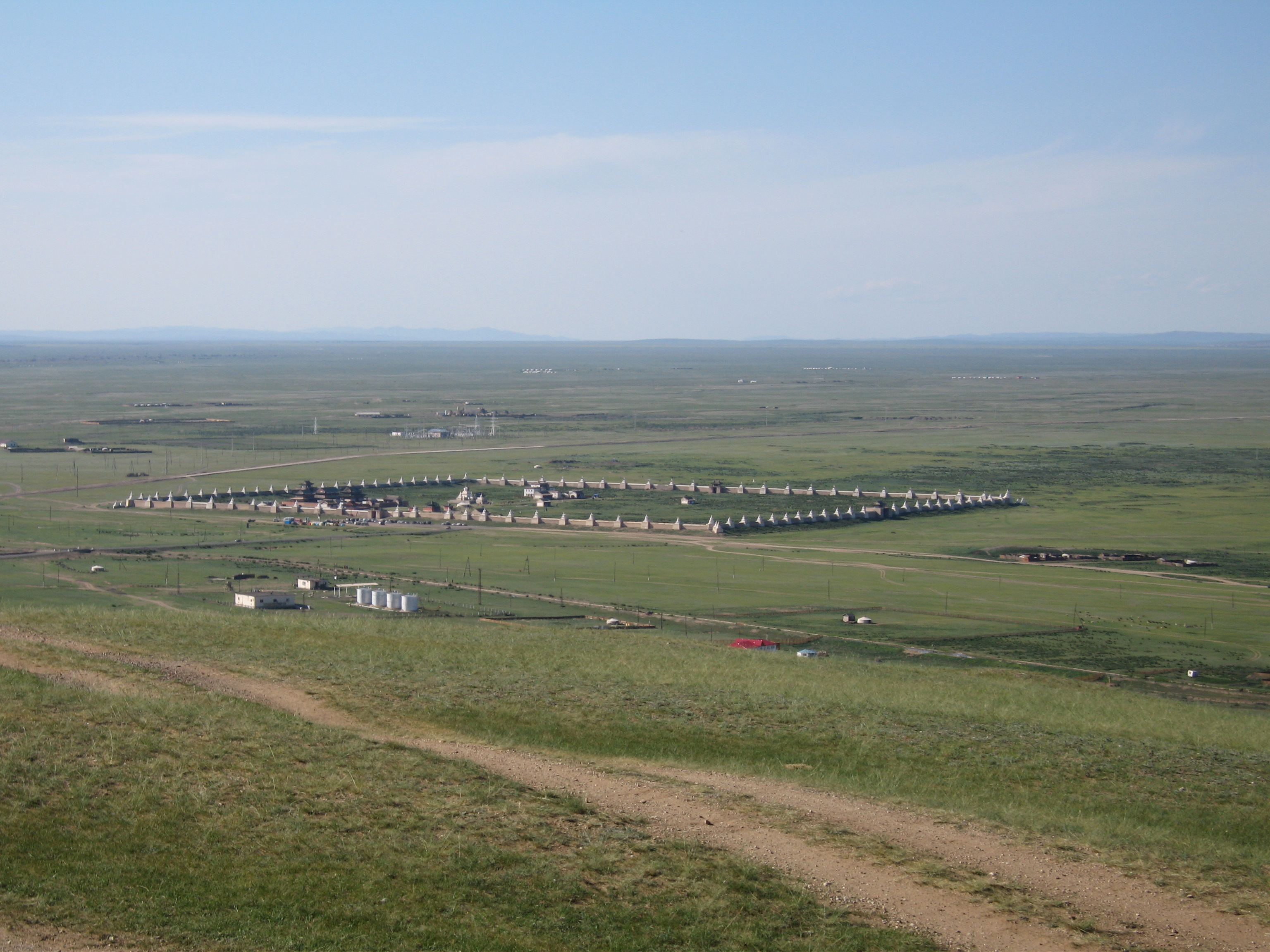
Lage der Klosteranlage Erdene Dsuu auf dem Schwemmfächer nördlich Charchorin
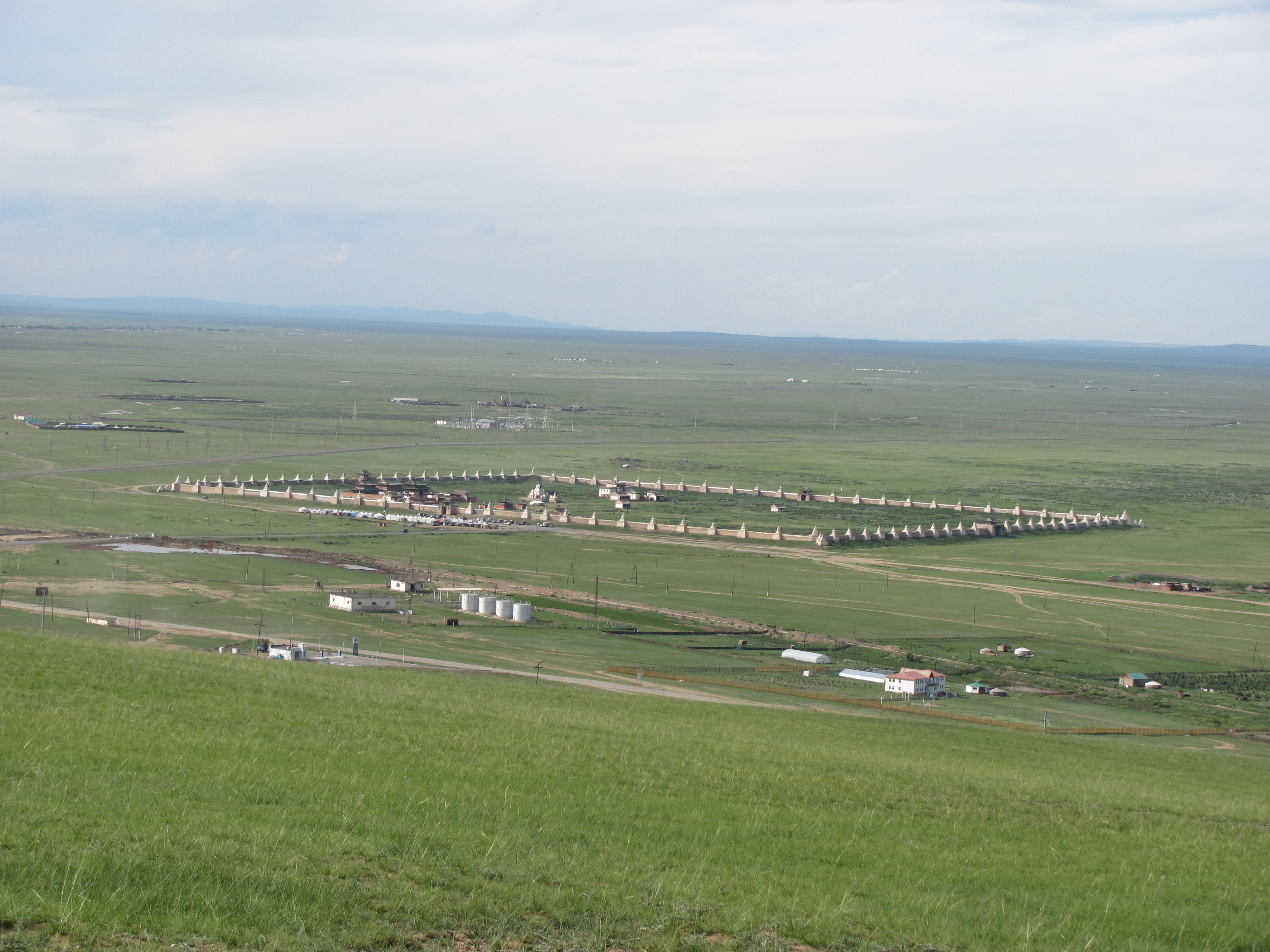
Gesamtansicht der Klosteranlage Erdene Dsuu
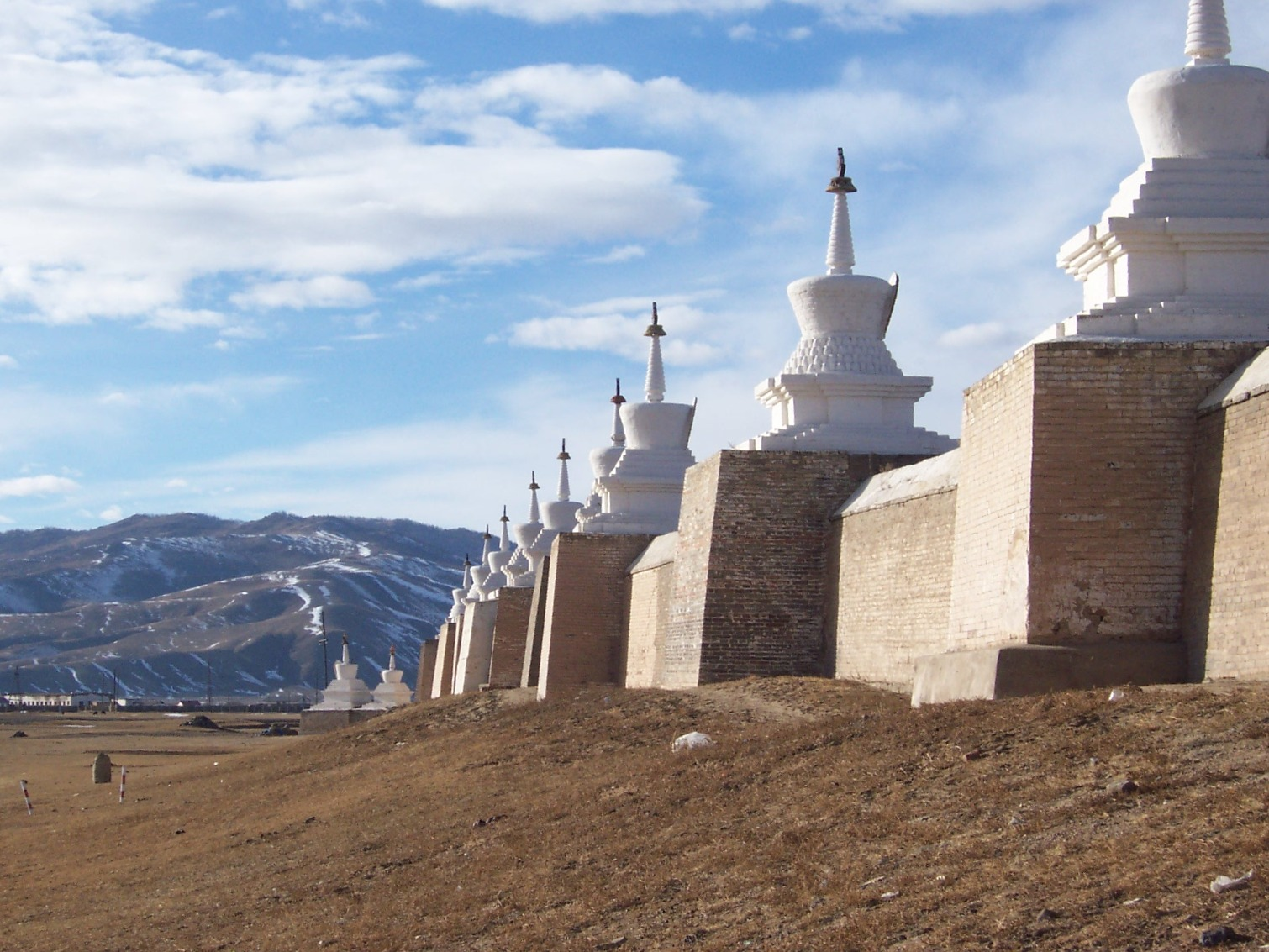
Die Außenmauer der Klosteranlage Erdene Dsuu
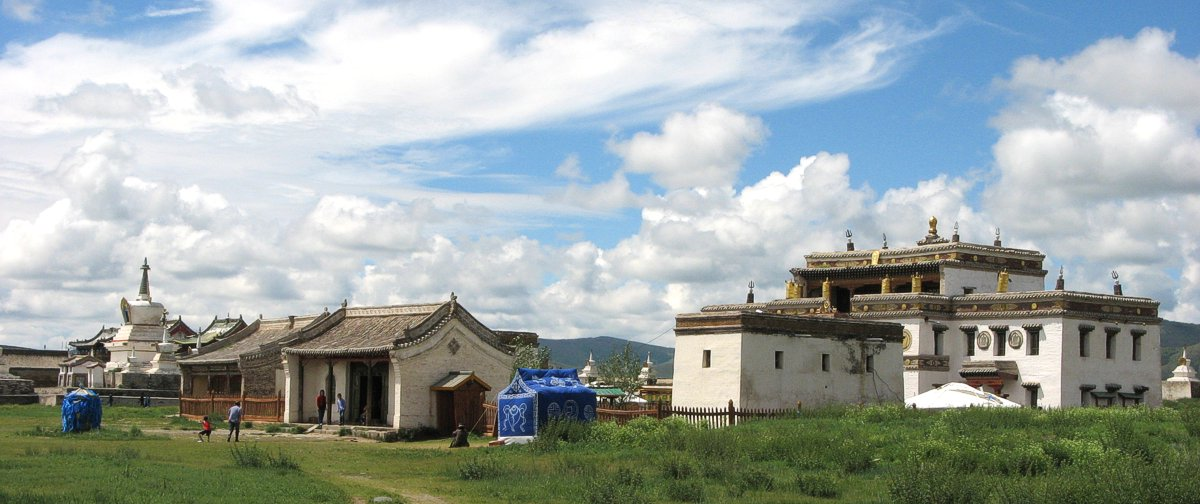
Überblick über die Tempel von der östlichen Mauer aus
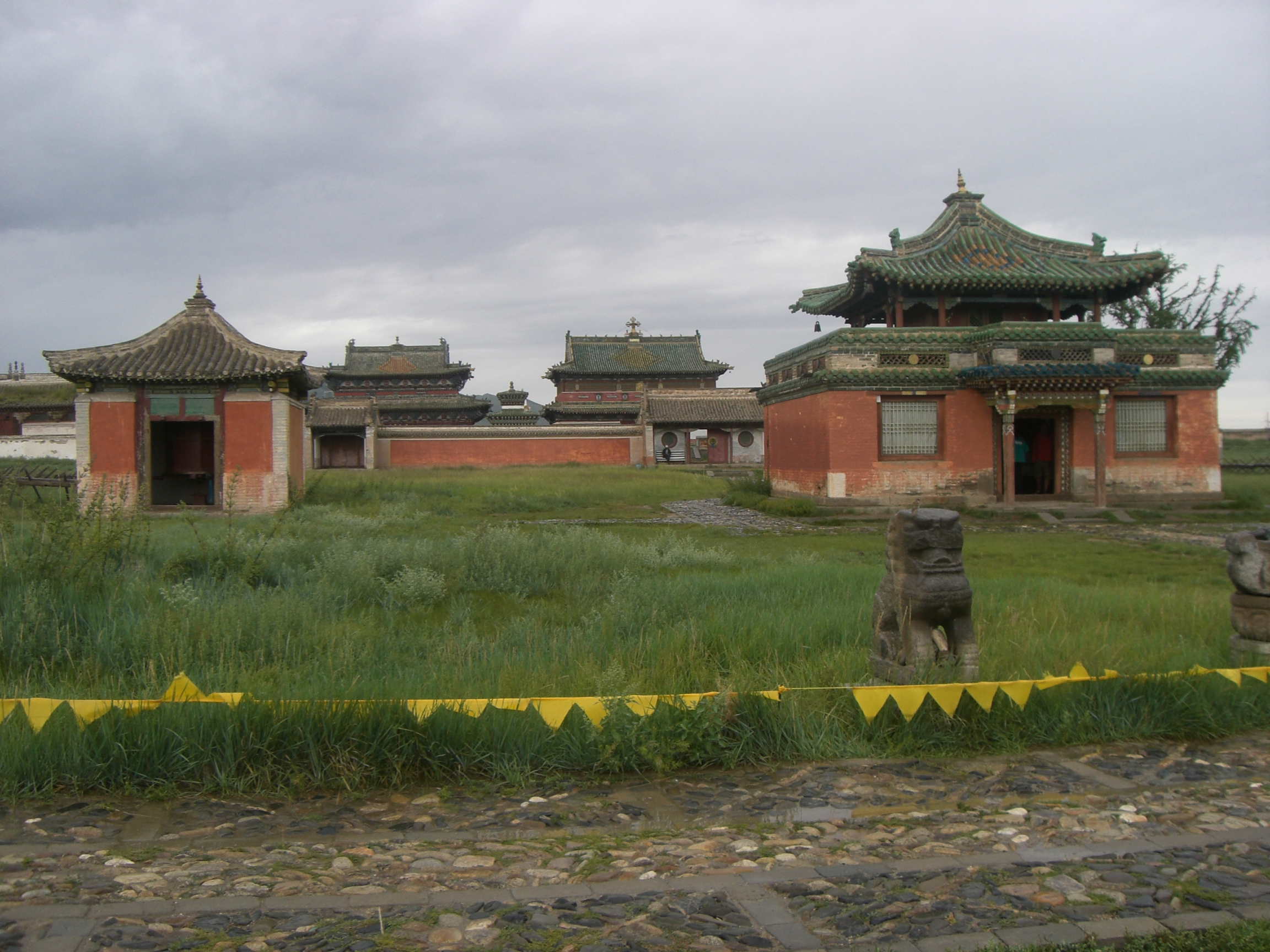
Tempelgebäude in der Klosteranlage Erdene Dsuu
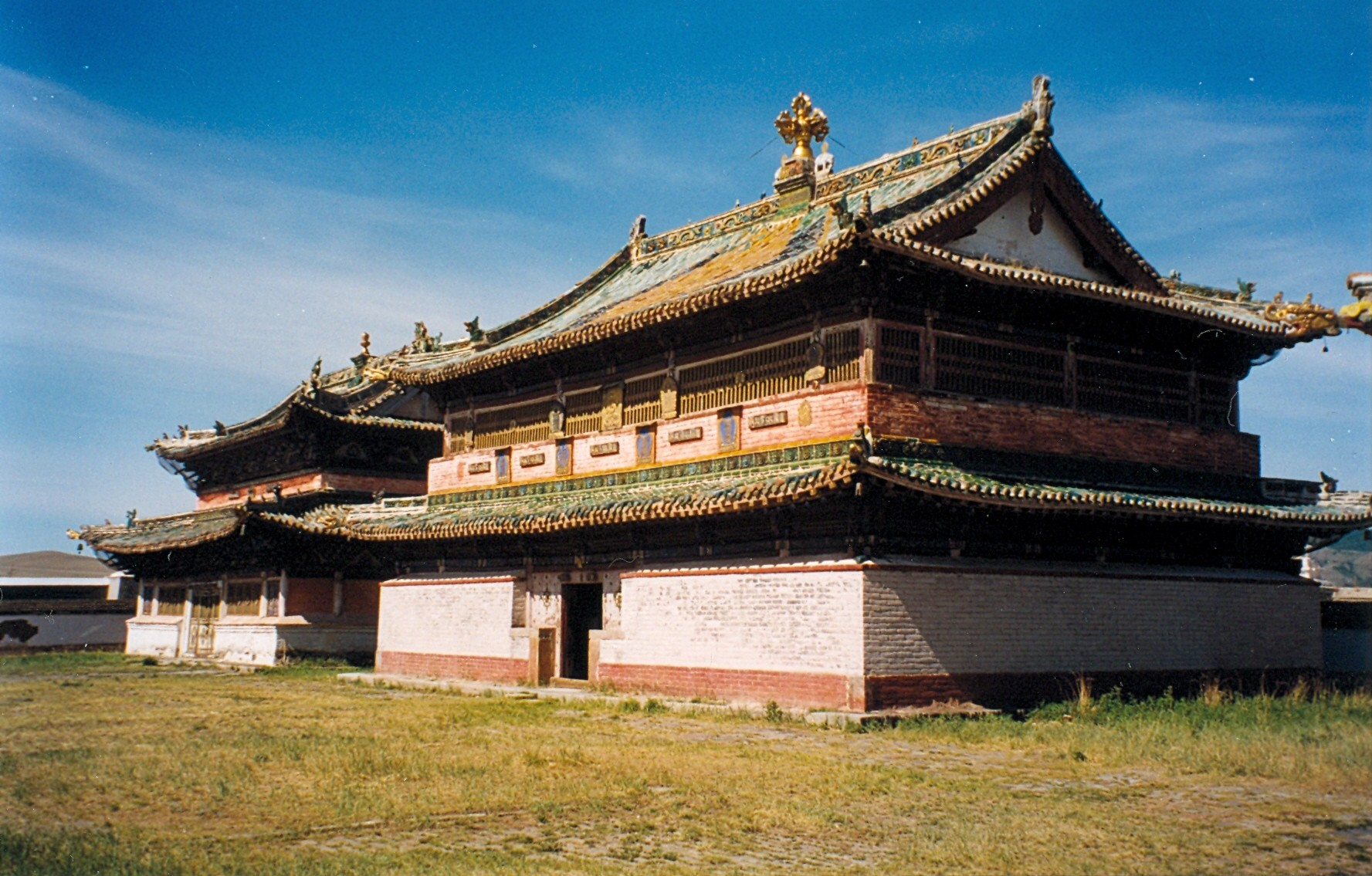
Tempelgebäude in der Klosteranlage Erdene Dsuu
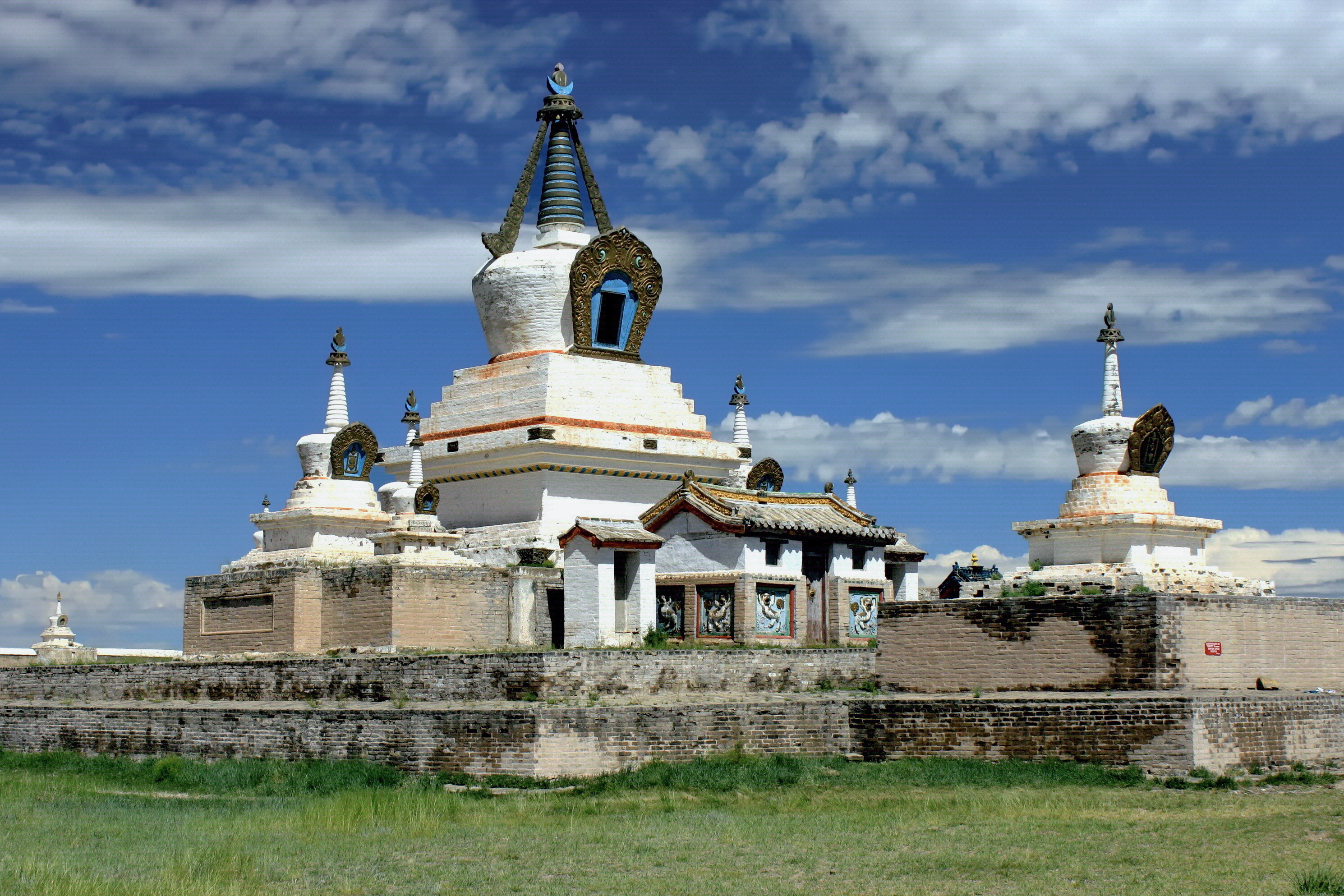
Goldene Stupa in Klosteranlage Erdene Dsuu
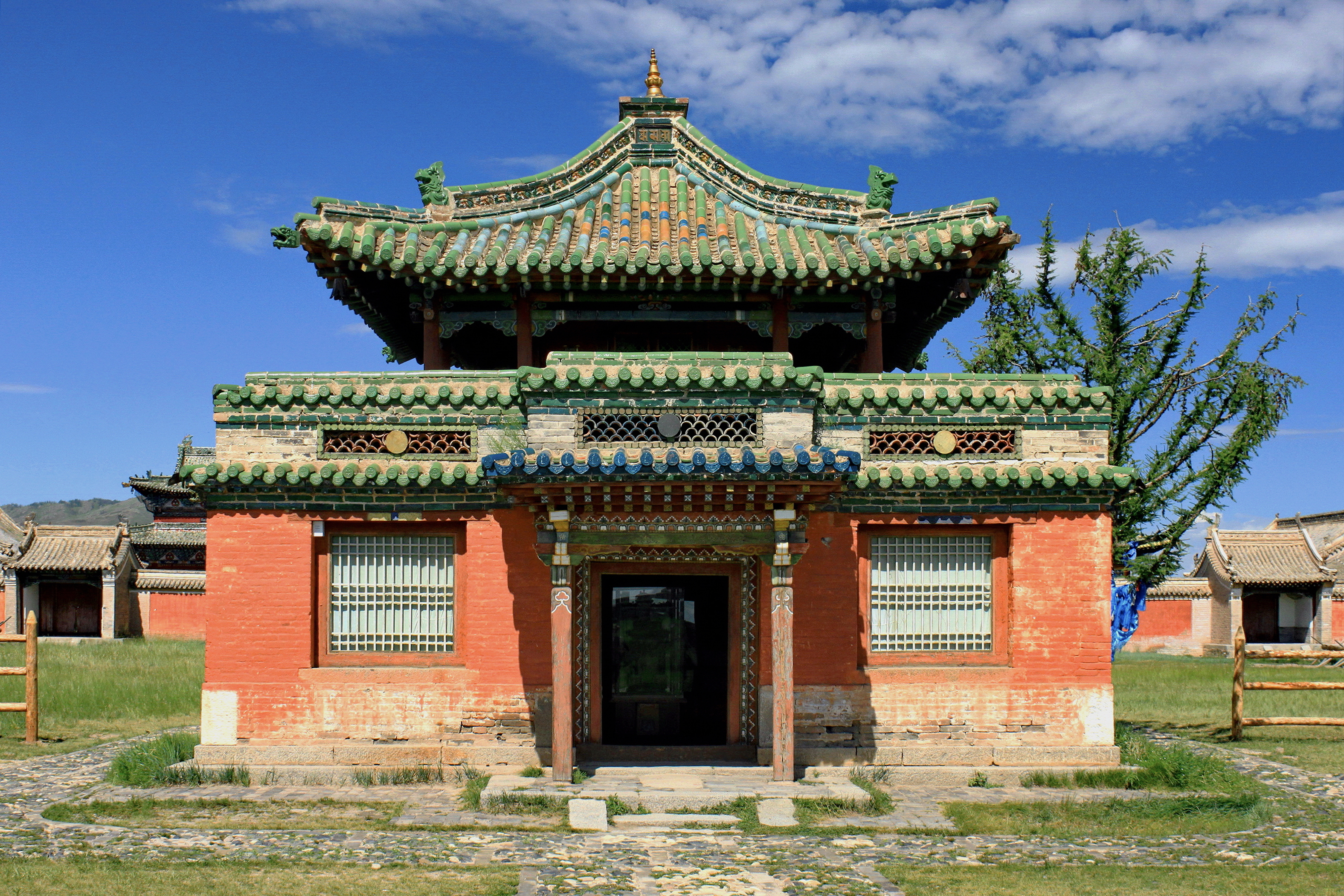
Tempel des Dalai Lama in der Klosteranlage Erdene Dsuu
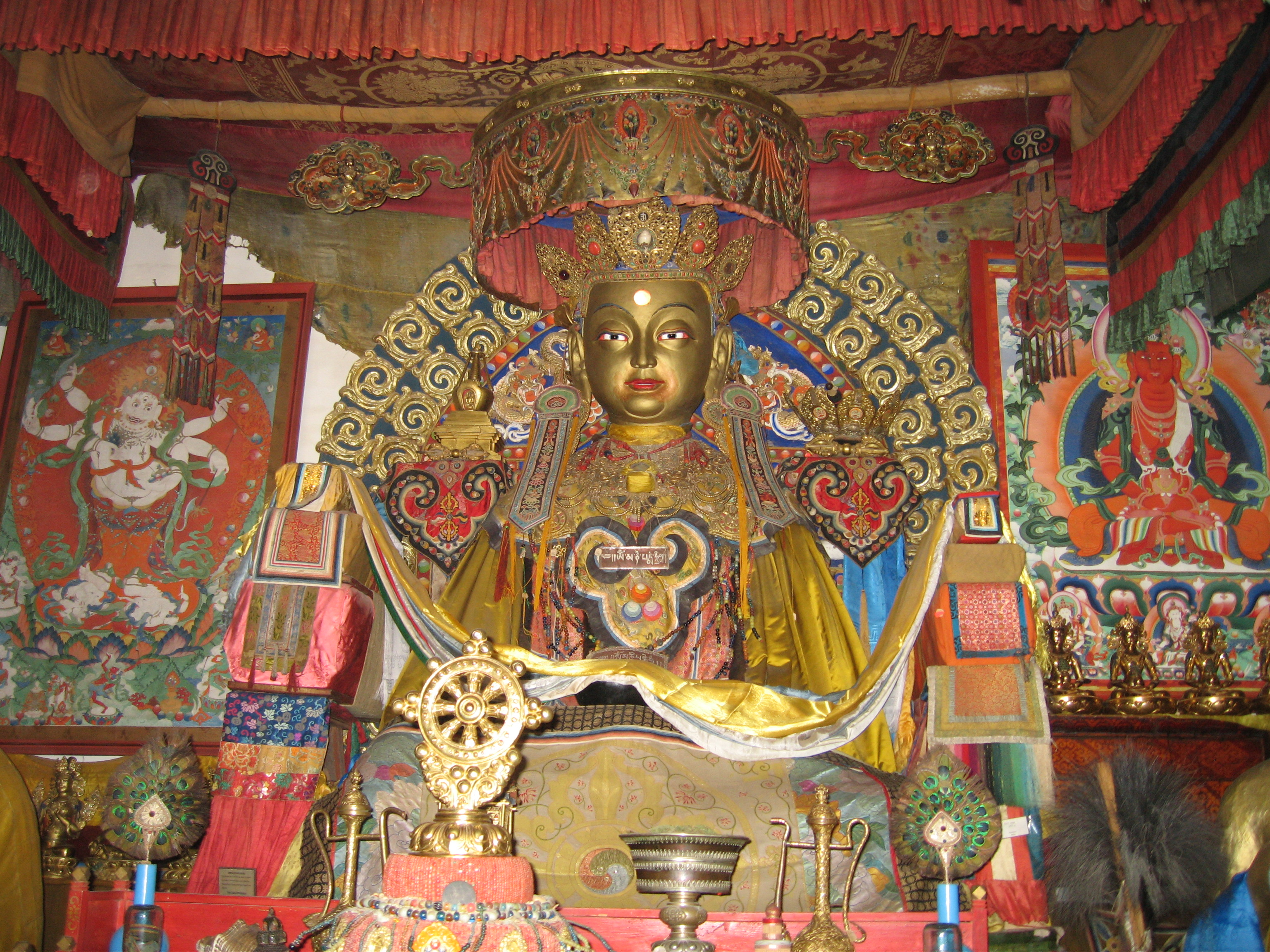
Buddha-Status in einem Tempel der Klosteranlage Erdene Dsuu
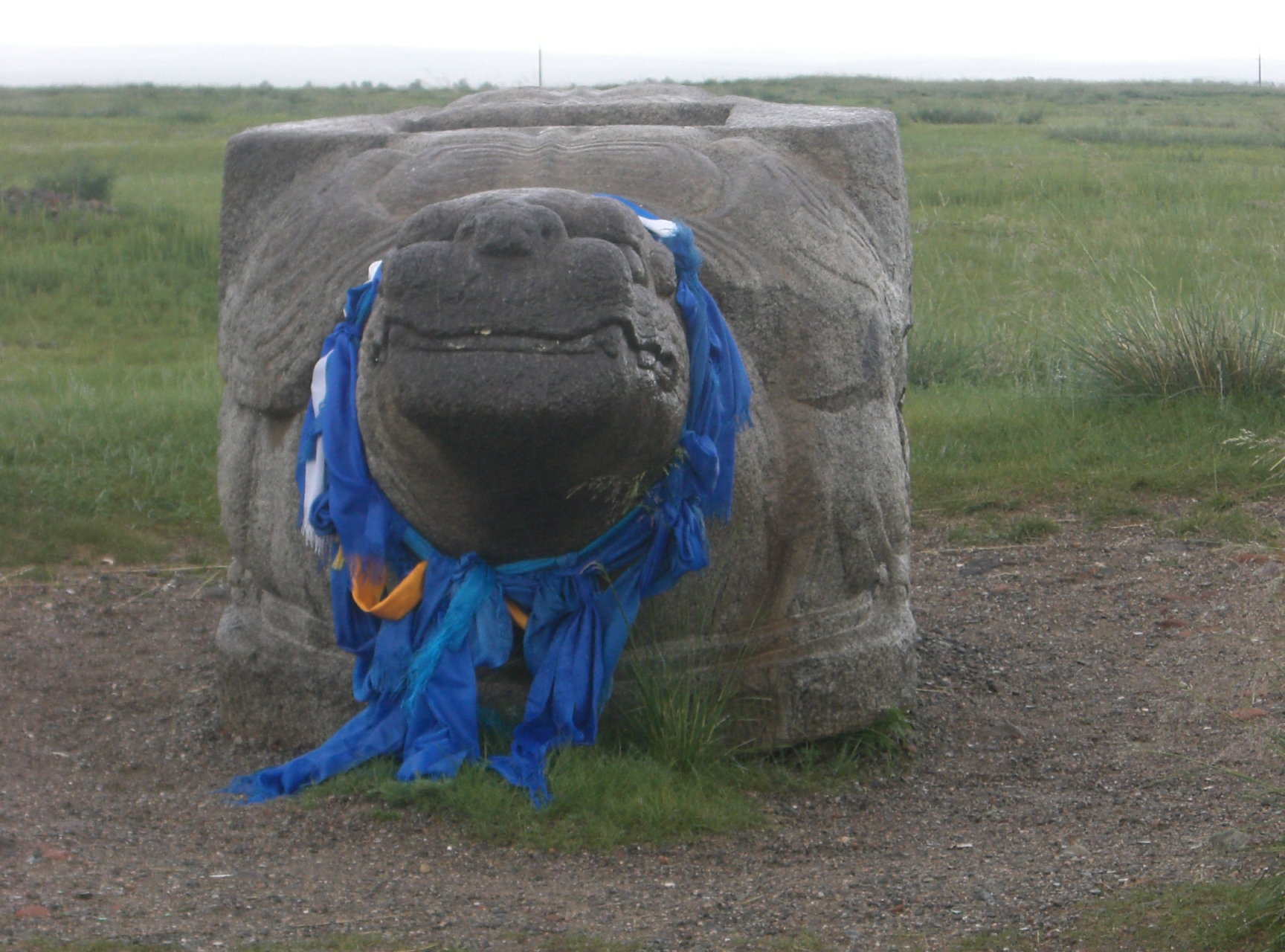
Steinerne Schildkröte in der Nähe der Klosteranlage Erdene Dsuu
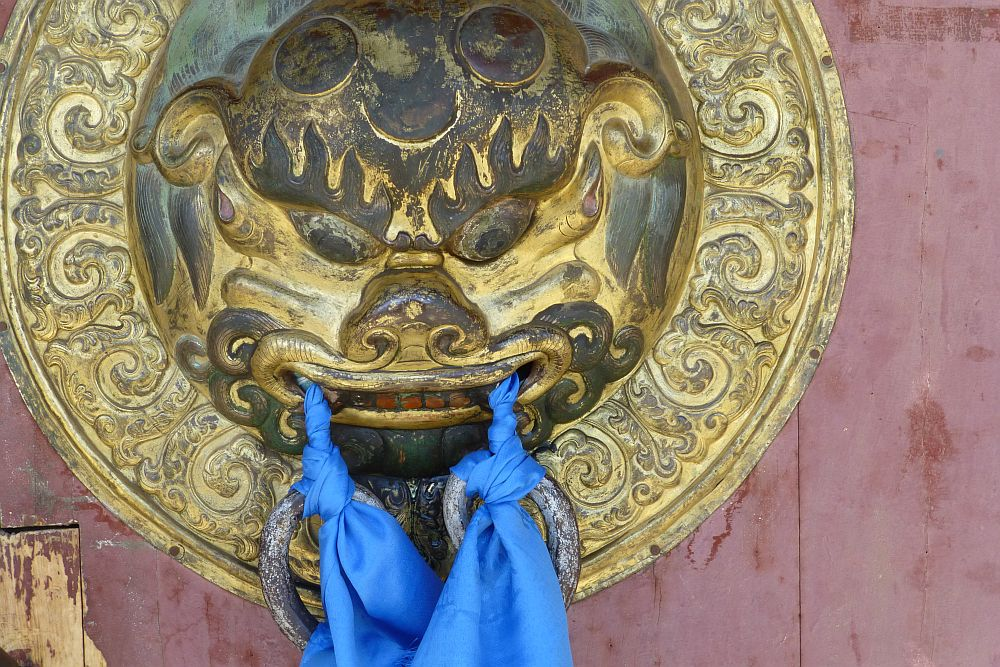
Tor in der Klosteranlage Erdene Dsuu
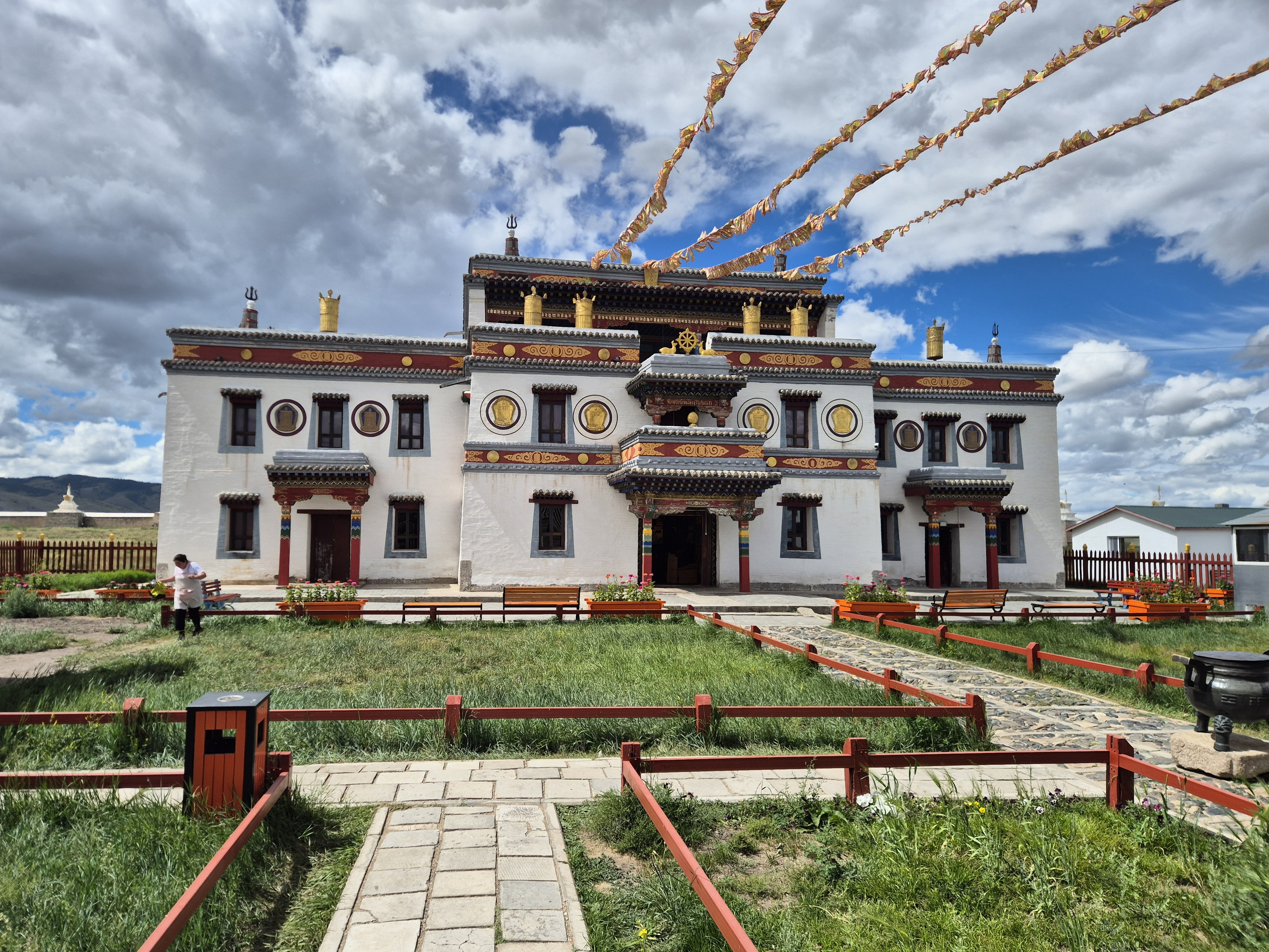
Klostergebäude in Erdene Dsuu
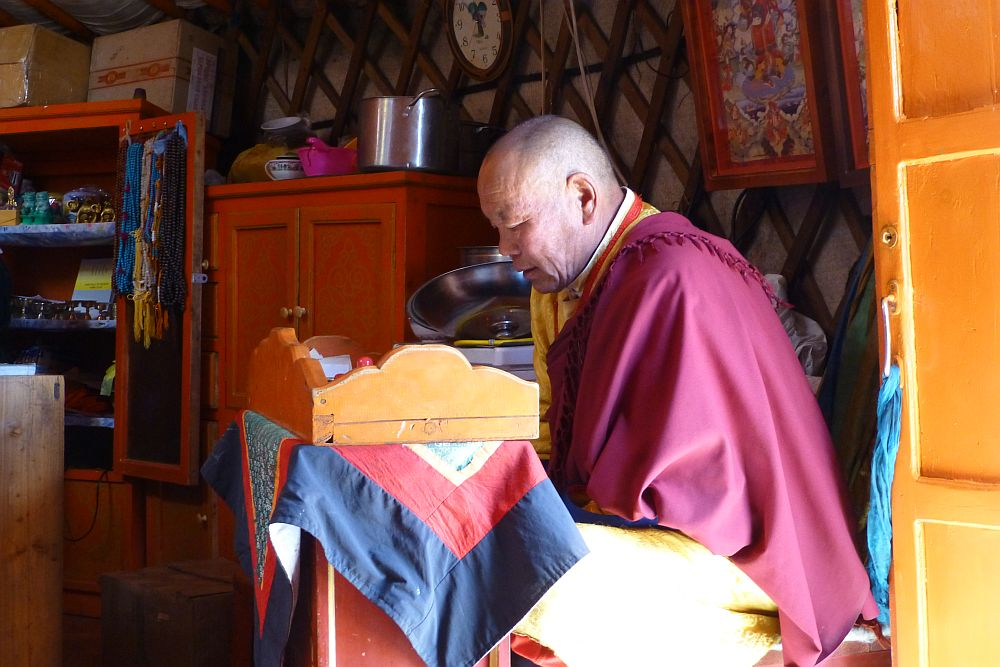
Mönch in Erdene Dsuu